# 讹藏屈怀氏
讹藏屈怀氏，生平不详。西夏人，李元昊所尊封的太后。
广运元年（1034年）十月，李元昊毒死生母皇太后卫慕氏后，立讹藏屈怀氏为太后，党项语称“兀泥”。史书中对太后讹藏屈怀氏的身世没有记载。史书记载了李元昊父亲李德明的三位妻妾。其中一位讹藏屈怀氏生李成嵬。她与此太后讹藏屈怀氏是否为同一人，待考。